# Tina Viljoen
Tina Viljoen (* 20. Jahrhundert in Südafrika) ist eine Filmproduzentin und -regisseurin mit dem Schwerpunkt Dokumentationen und Malerin.
Geboren in Südafrika, arbeitete Viljoen als Dokumentarfilmerin in Kanada. Hierbei war sie häufig auch für den Filmschnitt verantwortlich. Später studierte sie an der University of the Arts London und wandte sich der Fotografie sowie der Malerei zu.
Bei der Oscarverleihung 1984 war Viljoen gemeinsam mit Michael Bryans für The Profession of Arms für den Oscar in der Kategorie Bester Dokumentarfilm nominiert.
Gemeinsam mit dem Journalisten und Historiker Gwynne Dye veröffentlichte Viljoen das Buch The Defence of Canada. In the arms of the Empire. Die Veröffentlichung geht zurück auf Dyes Radiosendung aus den 1970er Jahren, die in den 1980er Jahren unter der Beteiligung von Viljoen Grundlage mit einer Serie verfilmt wurde. Die beiden hatten zuvor schon bei der Serie War zusammengearbeitet.
Viljoen ist mit Dye verheiratet, gemeinsam haben sie eine leibliche Tochter.

## Filmografie (Auswahl)
- 1982: War (Fernsehserie)
- 1983: The Profession of Arms
- 1985: The Defence of Canada (Miniserie)